# Liste der Kulturdenkmäler in Oberöfflingen
In der Liste der Kulturdenkmäler in Oberöfflingen sind alle Kulturdenkmäler der rheinland-pfälzischen Ortsgemeinde Oberöfflingen aufgeführt. Grundlage ist die Denkmalliste des Landes Rheinland-Pfalz (Stand: 10. August 2023).

## Einzeldenkmäler
| Bezeichnung                            | Lage                                | Baujahr                  | Beschreibung                                                 | Bild                           |
| -------------------------------------- | ----------------------------------- | ------------------------ | ------------------------------------------------------------ | ------------------------------ |
| Katholische Filialkirche St. Mauritius | Mauritiusweg 5 Lage                 | 1854                     | dreiachsiger klassizistischer Saalbau, bezeichnet 1854       | weitere Bilder Fotos hochladen |
| Heiligenhäuschen                       | nördlich des Ortes an der L 60 Lage | 18. oder 19. Jahrhundert | verputzter Mauerblock, Pietàrelief, 18. oder 19. Jahrhundert | BW                             |